# Newburgh (Maine)
Newburgh ist eine Town im Penobscot County des Bundesstaates Maine in den Vereinigten Staaten. Im Jahr 2020 lebten dort 1595 Einwohner in 701 Haushalten auf einer Fläche von 80,37 km².

## Geografie
Nach dem United States Census Bureau hat Newburgh eine Gesamtfläche von 80,37 km², von der 80,32 km² Land sind und 0,05 km² aus Gewässern bestehen.

### Geografische Lage
Newburgh liegt im Südwesten des Penobscot Countys und grenzt im Süden an das Waldo County. Mehrere kleine Bäche durchfließen die Town, in der es auch einige kleinere Seen gibt. Die Oberfläche ist eher eben, der Kelly Mountain mit 171 m Höhe ist die höchste Erhebung.

### Nachbargemeinden
Alle Entfernungen sind als Luftlinien zwischen den offiziellen Koordinaten der Orte aus der Volkszählung 2010 angegeben.
- Norden: Carmel, 11,1 km
- Nordosten: Hermon, 15,2 km
- Osten: Hampden, 31,0 km
- Südosten: Winterport, Waldo County, 9,6 km
- Süden: Monroe, Waldo County, 12,2 km
- Südwesten: Jackson, Waldo County, 14,3 km
- Westen: Dixmont, 10,9 km
- Nordwesten: Etna, 11,8 km

### Stadtgliederung
In Newburgh gibt es mehrere Siedlungsgebiete: Arnold, Arnold Corner, Newburgh Center, Newburgh Village, North Newburgh, South Newburgh, West Newburgh und Whitney Corner.

### Klima
Die mittlere Durchschnittstemperatur in Newburgh liegt zwischen −7,8 °C (18 °F) im Januar und 20,6 °C (69 °F) im Juli. Damit ist der Ort gegenüber dem langjährigen Mittel der USA um etwa 9 Grad kühler. Die Schneefälle zwischen Oktober und Mai liegen mit bis zu zweieinhalb Metern mehr als doppelt so hoch wie die mittlere Schneehöhe in den USA; die tägliche Sonnenscheindauer liegt am unteren Rand des Wertespektrums der USA.

## Geschichte
Newburgh wurde am 15. Februar 1819 als Town organisiert. Zuvor war das Gebiet bekannt als Township No. 2, First Range North of Waldo Patent (T2 R1 NWP) oder auch Newberg bzw. Newburg.
Das Gebiet der Town Newburgh gehörte zum Grant des Waldo-Patents und wurde von General Henry Knox, der über seine Frau, die Tochter von Samuel Waldo, einen Großteil des Patents geerbt hatte, an Benjamin Bussey verkauft, der bis zu seinem Tod Eigentümer des gesamten unbewohnten Landes war. Seine Konditionen für die Besiedlung des Gebietes waren so hoch, dass Siedler nur langsam eintrafen. Erst nach seinem Tod im Jahr 1842 wurden günstigere Konditionen angeboten und die Siedlung konnte wachsen.
In den Jahren 1823 und 1832 wurde Land an das benachbarte Hampden abgegeben.

### Einwohnerentwicklung
| Volkszählungsergebnisse – Town of Newburgh, Maine | Volkszählungsergebnisse – Town of Newburgh, Maine | Volkszählungsergebnisse – Town of Newburgh, Maine | Volkszählungsergebnisse – Town of Newburgh, Maine | Volkszählungsergebnisse – Town of Newburgh, Maine | Volkszählungsergebnisse – Town of Newburgh, Maine | Volkszählungsergebnisse – Town of Newburgh, Maine | Volkszählungsergebnisse – Town of Newburgh, Maine | Volkszählungsergebnisse – Town of Newburgh, Maine | Volkszählungsergebnisse – Town of Newburgh, Maine | Volkszählungsergebnisse – Town of Newburgh, Maine |
| Jahr                                              | 1800                                              | 1810                                              | 1820                                              | 1830                                              | 1840                                              | 1850                                              | 1860                                              | 1870                                              | 1880                                              | 1890                                              |
| ------------------------------------------------- | ------------------------------------------------- | ------------------------------------------------- | ------------------------------------------------- | ------------------------------------------------- | ------------------------------------------------- | ------------------------------------------------- | ------------------------------------------------- | ------------------------------------------------- | ------------------------------------------------- | ------------------------------------------------- |
| Einwohner                                         |                                                   |                                                   | 329                                               | 626                                               | 963                                               | 1399                                              | 1365                                              | 1115                                              | 1057                                              | 867                                               |
| Jahr                                              | 1900                                              | 1910                                              | 1920                                              | 1930                                              | 1940                                              | 1950                                              | 1960                                              | 1970                                              | 1980                                              | 1990                                              |
| Einwohner                                         | 734                                               | 694                                               | 578                                               | 551                                               | 591                                               | 599                                               | 636                                               | 835                                               | 1228                                              | 1317                                              |
| Jahr                                              | 2000                                              | 2010                                              | 2020                                              | 2030                                              | 2040                                              | 2050                                              | 2060                                              | 2070                                              | 2080                                              | 2090                                              |
| Einwohner                                         | 1394                                              | 1551                                              | 1595                                              |                                                   |                                                   |                                                   |                                                   |                                                   |                                                   |                                                   |

## Kultur und Sehenswürdigkeiten

### Bauwerke
In Newburgh wurde ein Bauwerk ins National Register of Historic Places aufgenommen.
- Jabez Knowlton Store, 1978 unter der Register-Nr. 78000191.[10]

## Wirtschaft und Infrastruktur

### Verkehr
Die nordöstliche Ecke des Gebietes von Newburgh streift die Interstate 95. In westöstlicher Richtung zentral durch die Town verläuft der U.S. Highway 202. Er wird gekreuzt von der in nordsüdlicher Richtung verlaufenden Maine State Route 69.

### Öffentliche Einrichtungen
In Newburgh gibt es keine medizinischen Einrichtungen oder Krankenhäuser. Nächstgelegene Einrichtungen für die Bewohner von Newburgh befinden sich in Bangor.
In Newburgh befindet sich die Newburgh Community Library in der Western Avenue.

### Bildung
Newburgh gehört mit Frankfort, Hampden und Winterport zur Regional School Unit 22.
Im Schulbezirk werden folgende Schulen angeboten:
- Earl C. McGraw School in Hampden, mit Schulklassen von Pre-K bis zum 2. Schuljahr
- Leroy H. Smith School in Winterport, mit Schulklassen von Pre-K bis zum 4. Schuljahr
- Weatherbee Elementary School in Hampden, mit Schulklassen vom 3. bis zum 5. Schuljahr
- Samuel L. Wagner Middle School in Winterport, mit Schulklassen vom 5. bis zum 8. Schuljahr
- Reeds Brook Middle School in Hampden, mit Schulklassen vom 6. bis zum 8. Schuljahr
- Hampden Academy in Hampden, mit Schulklassen vom 9. bis zum 12. Schuljahr

## Persönlichkeiten
Söhne und Töchter der Stadt:
- Orrin L. Miller (1856–1926), Politiker